# Jan Ladislav Dussek
Jan Ladislav Dussek (tjeckiska: Dusík), född 12 februari 1760 i Čáslav, Böhmen, död 20 mars 1812 i Saint-Germain-en-Laye, Frankrike, var en tjeckisk-fransk tonsättare och pianist.
Under sitt växlingsrika liv var Dussek bland annat konsertmästare hos Charles Maurice de Talleyrand i Paris. Han var en av de första pianister som odlade det "sjungande" anslaget på det moderna pianofortet. Av hans många kompositioner finns många populära sonatiner och sonater samt mindre stycken, främst för piano. 
Hans familjeförhållanden var närmast skandalösa mätta med den tidens mått. År 1792 äktade han den framgångsrika sångerskan, pianisten och harpisten Sophia Corri, en  tidigare elev till honom, dotter till muskförläggaren Domenico Corri. För hennes skull hade han skilt sig från sin första fru Anne-Marie Steckler. Denna hade i sin tur lämnat sin förste man Jean-Baptiste Krumpholz för Dusseks skull.

## Biografi
Jan Ladislav Dussek föddes 12 februari 1760 i Čáslav, Böhmen. Dussek studerade teologi och musik, han tog samtidigt kandidatexamen i teologi och blev organist i Mechelen. 1782 reste han till Amsterdam.  Han vistades en tid hos Carl Philipp Emanuel Bach i Hamburg och gjorde senare en konsertresa till Berlin och Sankt Petersburg, då han både spelade klaver och glasharmonika. Dussek spelade 1786 för Marie-Antoinette i Paris. Han gjorde en resa till London och grundade där ett musikförlag 1792. Musikförlaget gick med förluster och han reste till Hamburg. Dussek blev 1808 konsertmästare hos Charles Maurice de Talleyrand i Paris, en tjänst som han stannade på tills sin död. Han avled 20 mars 1812 i Saint-Germain-en-Laye, Frankrike.

### Pianist och kompositör
Som pianist var Dussek en av de första som odlade det "sjungande" anslaget på det moderna pianofortet. Han var även känd som kompositör. Under sin levnadstid komponerade Dussek 12 konserter, 1 dubbelkonsert, 80, violinsonater, 53 klaverkvartetter, 1 klaverkvintett och solostycken för piano. Han gav ut en klaverskola 1796. Ett av Dusseks mest kända pianostycken är La consolation.

## Verk i urval
Då Dusseks verk publicerades av ett antal olika förläggare har olika verk publicerats med samma opusnummer.
- 3 Pianokonserter, Op.1
- 3 Sonater för piano och violin, Op.1
- 3 Pianotrios, Op.1 (1786)
- 3 Pianotrios, Op.1 (1787)
- 3 Sonater för piano och violin, Op.2
- 3 Pianotrios, Op.2
- 1 Pianokonsert i Ess-dur, Op.3
- 3 Sonater för piano och violin, Op.4
- 3 Sonater för piano och violin, Op.5
- 6 Petit air connu varié för piano, Op.6
- 3 Sonater för piano och flöjt Op.7
- 3 Sonater för piano och violin, Op.8
- 3 Sonater för piano och violin, Op.9
- 3 Sonater för piano och violin, Op.10
- 1 Duo för harpa och piano, Op.11
- 3 Sonater för piano och violin, Op.12
- 3 Sonater för piano och violin, Op.13
- 3 Pianosonater, Op.14
- 1 Pianokonsert i F-dur, Op.14
- 1 Harpkonsert i Ess-dur, Op.15
- 3 Sonater för piano och violin, Op.16
- 1 Pianokonsert i F-dur, Op.17
- 1 Pianosonat och 2 Sonater för piano och violin, Op.18
- 6 Sonater för piano och flöjt, Op.19
- 3 Pianotrios, Op.20
- 1 Trio för piano, flöjt och cello i C-dur, Op.21
- 1 Pianokonsert i Bess-dur, Op.22
- The Sufferings of the Queen of France för piano i c-moll, Op.23
- 1 Pianosonat i Bess-dur, Op.24
- 3 Pianotrios, Op.24
- 1 Pianosonat och 2 Sonater för piano och violin, Op.25
- 1 Duo för harpa och piano i F-dur, Op.26
- 1 Pianokonsert i F-dur, Op.27
- 6 Sonater för piano och violin, Op.28
- 1 Pianokonsert i C-dur, Op.29
- 1 Harpkonsert i C-dur, Op.30
- 1 Pianosonat och 2 pianotrios, Op.31
- 3 Preludier för piano, Op.31
- 12 Leçon progressive för piano, Op.32
- 1 Sonat för fyrhändigt piano i C-dur, Op.33
- 2 Harpsonater, Op.34
- 3 Pianosonater, Op.35
- 1 Sonat för piano och violin, Op.36
- 1 Pianotrio, Op.37
- 3 Pianosonater, Op.39
- 1 Pianokonsert i Bess-dur, Op.40
- 1 Pianokvintett, i f-moll, Op.41
- 1 Pianosonat i A-dur, Op.43
- 1 Pianosonat i Ess-dur, Op.44
- 3 Pianosonater, Op.45
- 1 Sonat för microchordon, Op.45
- 6 Sonater för piano och violin, Op.46
- 2 Pianosonater, Op.47
- 1 Sonat för fyrhändigt piano i C-dur, Op.48
- 1 Pianokonsert i g-moll, Op.49
- 1 Favorite duet polonoise för trehändigt piano i Ess-dur, Op.50
- 3 Sonater för flöjt och piano, Op.51
- 6 Canzonetter, Op.52
- 1 Fantasi och fuga för piano i f-moll, Op.55
- 1 Pianokvartett i Ess-dur, Op.56
- 6 Violinduos, Op.58
- 3 Stråkkvartetter, Op.60
- Elégie harmonique sur la mort de Louis Ferdinand, Op.61
- La Consolation för piano i Bess-dur, Op.62
- 1 Konsert för 2 pianon i Bess-dur, Op.63
- 1 Pianosonat i Ass-dur, Op.64
- 3 Fugor för fyrhändigt piano, Op.64
- 3 Sonater för fyrhändigt piano, Op.67
- 1 Pianosonat och 2 Sonater för piano och violin, Op.69
- 1 Pianokonsert, i Ess-dur, Op.70
- 6 Variationer för piano, Op.71
- 1 Duo för harpa och piano i Ess-dur, Op.72
- 1 Duo för harpa och piano i F-dur, Op.73
- 1 Duo för harpa och piano i Bess-dur, Op.74
- 1 Pianosonat i Ess-dur, Op.75
- 1 Fantasi för piano i F-dur, Op.76
- 1 Pianosonat i f-moll, Op.77